# Strzeleczki
Strzeleczki (dodatkowa nazwa w j. niem. Klein Strehlitz, cz. Střelečky) – miasto w Polsce położone w województwie opolskim, w powiecie krapkowickim, siedziba gminy miejsko-wiejskiej Strzeleczki. Historycznie leży na Górnym Śląsku, na ziemi prudnickiej. Położone jest w Kotlinie Raciborskiej, będącej częścią Niziny Śląskiej. Przepływa przez nie rzeka Biała.
Strzeleczki uzyskały lokację miejską w 1327 roku. Zdegradowane do rangi wsi w związku z reformą miejską w Prusach. W Polsce od końca II wojny światowej jako część tzw. Ziem Odzyskanych (Okręg Śląsk Opolski). 28 czerwca 1946 – jako część powiatu prudnickiego – zostały powierzone administracji wojewody śląskiego. 6 lipca 1950 Strzeleczki wraz z całym powiatem prudnickim weszły w skład nowo utworzonego województwa opolskiego. W latach 1945–1954 siedziba wiejskiej gminy Strzeleczki w  powiecie prudnickim, 1954–1972 gromady Strzeleczki (od 1956 w powiecie krapkowickim), a od 1973 reaktywowanej gminy Strzeleczki. W latach 1975–1998 należały administracyjnie do ówczesnego województwa opolskiego. 1 stycznia 2024 odzyskały status miasta.

## Nazwa
W roku 1613 śląski regionalista i historyk Mikołaj Henel z Prudnika wymienił miasto w swoim dziele o geografii Śląska pt. Silesiographia podając jej łacińską nazwę: Strelicia Minor. Topograficzny opis Górnego Śląska z 1865 roku notuje wieś pod obecnie używaną, polską nazwą Strzeleczki, a także niemiecką Klein Strehlitz we fragmencie „Klein Strehlitz (1531 Parva Streletz, 1535 Klein Streletz, polnisch Strzeleczki)”. 12 listopada 1946 r. nadano miejscowości, wówczas administracyjnie należącej do powiatu prudnickiego, polską nazwę Strzeleczki. Podobnie jak w przypadku miasta Strzelce Opolskie nazwa pochodzi od polskiego określenia na strzelanie lub wyrazu strzała. Do nazwy nawiązuje strzała umieszczona w herbie miejscowości.
W historycznych dokumentach nazwę miejscowości wzmiankowano w różnych językach oraz formach: Strelci (1245), Strelicz (1327), Wenyngen Strelicz (1389), in parvo Strelicz (1398), Parwa Strelicz (1418), Parva Strelicz (1447), in Parva Strzelecz (1531), in Parva Strzelec (1531), Klein-Streletz (1535), Strehlitz Klein (1656), In pago Klein-Strelitz, in oppido Minori-Strelic (1679), parvo-Strelicz (1686), in parvo-Strzelitz, in oppido Minori-Strelitz (1687), Kl. Strelitz (1736), Klein Strehlitz (1743), Klein-Strehliz, małe Strehletzke (1784), Klein Strehlitz, Strzeleczki (1845), Strzelce Małe al. Strzeleczki, niem. Klein Strehlitz (1890), Strzeleczki – Klein Strehlitz (1939), Klein Strehlitz – Strzeleczki, -czek, strzelecki (1946), Strzeleczki, -czek (1982).

## Historia

### Średniowiecze
Miejscowość powstała jako osada targowa na szlaku z Prudnika do Krapkowic na początku XIII wieku, przypuszczalnie za panowania księcia Władysława opolskiego. Badania archeologiczne przeprowadzone na terenie miasta potwierdziły istnienie tu grodziska, znaleziono również kawałki naczyń obtaczanych z gliny z XIII wieku.
Istnienie Strzeleczek jako miasta i parafii potwierdzają źródła z 1327. Miasto nie było otoczone murami obronnymi. Mieszkańcy Strzeleczek trudnili się rolnictwem oraz rzemiosłem. Było to miasto książęce. Znajdowało się w granicach księstwa niemodlińskiego. W 1375 w Strzeleczkach powstała szkoła, jako jedna z pierwszych na Opolszczyźnie. Miasto należało do księstwa głogówecko-prudnickiego. W 1427 książę głogówecko-prudnicki Bolko V potwierdził wcześniejszy przywilej zezwalający na osiedlanie się Żydów w Prudniku, Białej, Głogówku i Strzeleczkach. W czasie rejzy husytów na Śląsk, w marcu 1428 rycerstwo i mieszczanie ze Strzeleczek zostali wzięci do niewoli przez husytów, natomiast samo miasto zostało ograbione i spalone 13 marca 1428.

### XVI–XX wiek
W 1524 Strzeleczki uzyskały potwierdzenie praw miejskich. Do 1532 były miastem książęcym. Strzeleczki posiadały przywilej piwowarski (wyłączne prawo warzenia i wyszynku piwa), lecz utraciły go na rzecz Głogówka, w którym miały zaopatrywać się w piwo. W 1526 miasto uzyskało prawo odbywania tygodniowych i rocznych targów. Przed 1534 gospodarstwo folwarczne znajdujące się w Strzeleczkach zostało opuszczone. Z 1564 pochodzi pierwsza wzmianka o miejscowej radzie miasta. W XVI wieku Strzeleczki, wchodzące w skład klucza dóbr zamku w Chrzelicach, były w zastawie, a następnie zostały kupione przez rodzinę Prószkowskich. Następnymi właścicielami dóbr chrzelickich byli Dietrichsteinowie. 

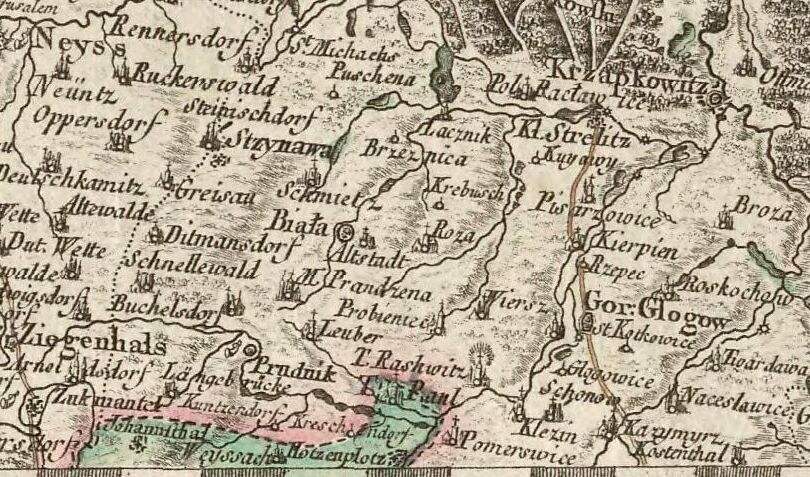
Strzeleczki (Kl. Strelitz) wśród miejscowości ziemi prudnickiej na polskojęzycznej mapie z 1772

W latach 1618–1626 w mieście mieszkało około 500–600 osób. Podczas wojny trzydziestoletniej, w 1642 miasto zdobyli Szwedzi, którzy je splądrowali i spalili. Strzeleczki i Ścinawa Mała były wówczas dwoma najbardziej zniszczonymi miastami na ziemi prudnickiej. W 1656 po raz pierwszy wzmiankowany był burmistrz Strzeleczek, a w 1666 wójt. W XVII i na początku XVIII wieku wzmiankowane były działające w Strzeleczkach cechy garncarzy, piekarzy, krawców i kowali. Najważniejszy był cech garncarzy, zrzeszający 40 majstrów.
Do 1742 miasto należało do powiatu sądowego głogóweckiego w Monarchii Habsburgów. Po wojnach śląskich znalazło się w granicach Królestwa Prus i weszło w skład powiatu prudnickiego w prowincji Śląsk. W 1742 Strzeleczkom został odebrany status miasta. Stały się wówczas osadą targową. Mieszkańcy nie płacili podatków miejskich, ale byli uznawani za mieszczan. Jako osada targowa, Strzeleczki wraz ze Ścinawą Małą należały do miejscowości drugiej rangi w powiece prudnickim (w pierwszej były miasta: Prudnik, Głogówek i Biała). W 1783 król Prus Fryderyk II Wielki zakupił dobra zamku w Chrzelicach wraz z miejscowością targową Strzeleczki. W tymże roku w 90 domach mieszczańskich w Strzeleczkach żyło około 540 osób. We wsi znajdował się kościół, szkoła, przędzalnia oraz 90 domów.

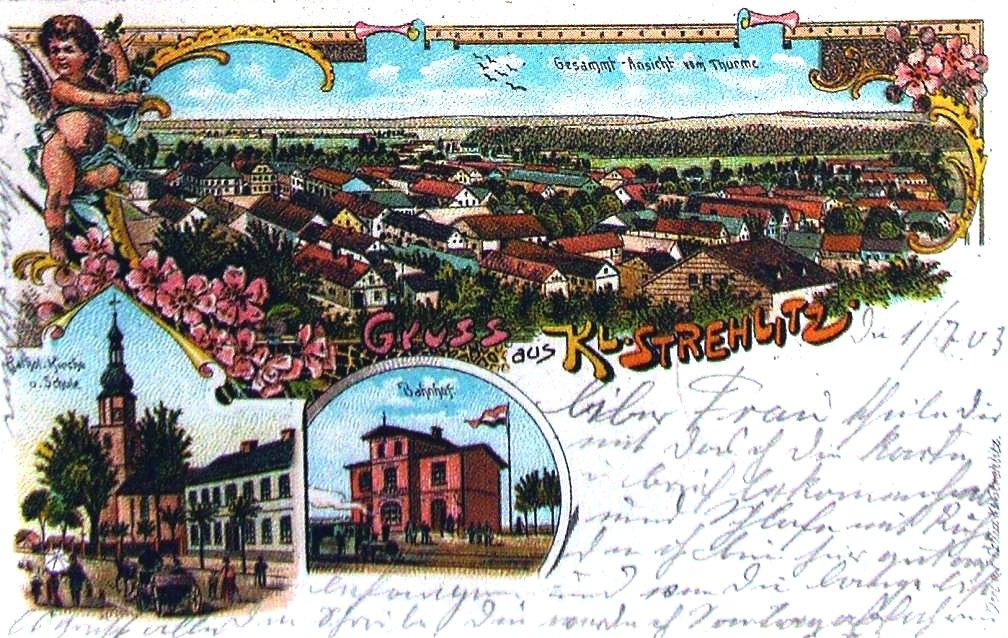
Litografia z końca XIX wieku

16 lutego 1813 w Strzeleczkach wybuchł pożar, w którym spłonęło ⅔ zabudowy wraz z kościołem i szkołą. Od 21 do 28 stycznia i od 4 do 18 lutego 1832 w Strzeleczkach panowała epidemia cholery. W 1861 w Strzeleczkach mieszkało 15 Żydów. W połowie XIX wieku we wsi funkcjonowała gorzelnia oraz królewska leśniczówka. W 1890 w Strzeleczkach mieszkało 1428 osób, z czego 1404 było katolikami, 17 ewangelikami, a 7 żydami.
1 kwietnia 1894 do Strzeleczek przyłączono wieś Oracze, kolonię Karlshof i Seherrswald. Oracze, liczące 200 mieszkańców, zajmowały obszar współczesnej ulicy Prudnickiej. Zbudowano tam budynek ze sklepem kolonialnym. Kolonię Karlshof stanowiły budynki na północ od rzeki Biała, stanowi ona współcześnie lewobrzeżną część miasta. Jeszcze w latach 30. XVIII wieku znajdował się tam folwark Karlshof, został wyburzony przed latami 80. XIX wieku. Seherrswald to współcześnie zabudowania przy ul. Niemodlińskiej, nazywane Zbychowicami. Przez przyłączenie sąsiednich miejscowości, liczba mieszkańców Strzeleczek wzrosła do 2036.
W 1895 zawiązana została spółka Kolej Prudnicko-Gogolińska z siedzibą w Prudniku, której celem stała się budowa drugorzędnej, normalnotorowej linii lokalnej z Prudnika do Gogolina, m.in. przez Strzeleczki. Linia została oddana do użytku w 1896. Budynek dworca kolejowego w Strzeleczkach swoim wyglądem zbliżony był do dworca w Lubrzy. W 1898 w Strzeleczkach uruchomiono cegielnię.
Według spisu ludności z 1 grudnia 1910, na 1801 mieszkańców Strzeleczek 162 posługiwało się językiem niemieckim, 1524 językiem polskim, a 115 było dwujęzycznych.

### Dwudziestolecie międzywojenne
Strzeleczki posiadały dwóch reprezentantów w Polskim Sejmie Dzielnicowym obradującym w grudniu 1918 w Poznaniu. Do 1919 Strzeleczki traktowane były jako osada targowa z prawem wyboru burmistrza. W wyborach komunalnych w listopadzie 1919 roku 175 głosów oddano na kandydatów z list polskich, co pozwoliło im zdobyć 4 z 12 mandatów. W 1919 w Strzeleczkach założono koło Towarzystwo Oświaty na Śląsku im. św. Jacka. Funkcjonowało również koło Górnośląskiego Związku Rolników.

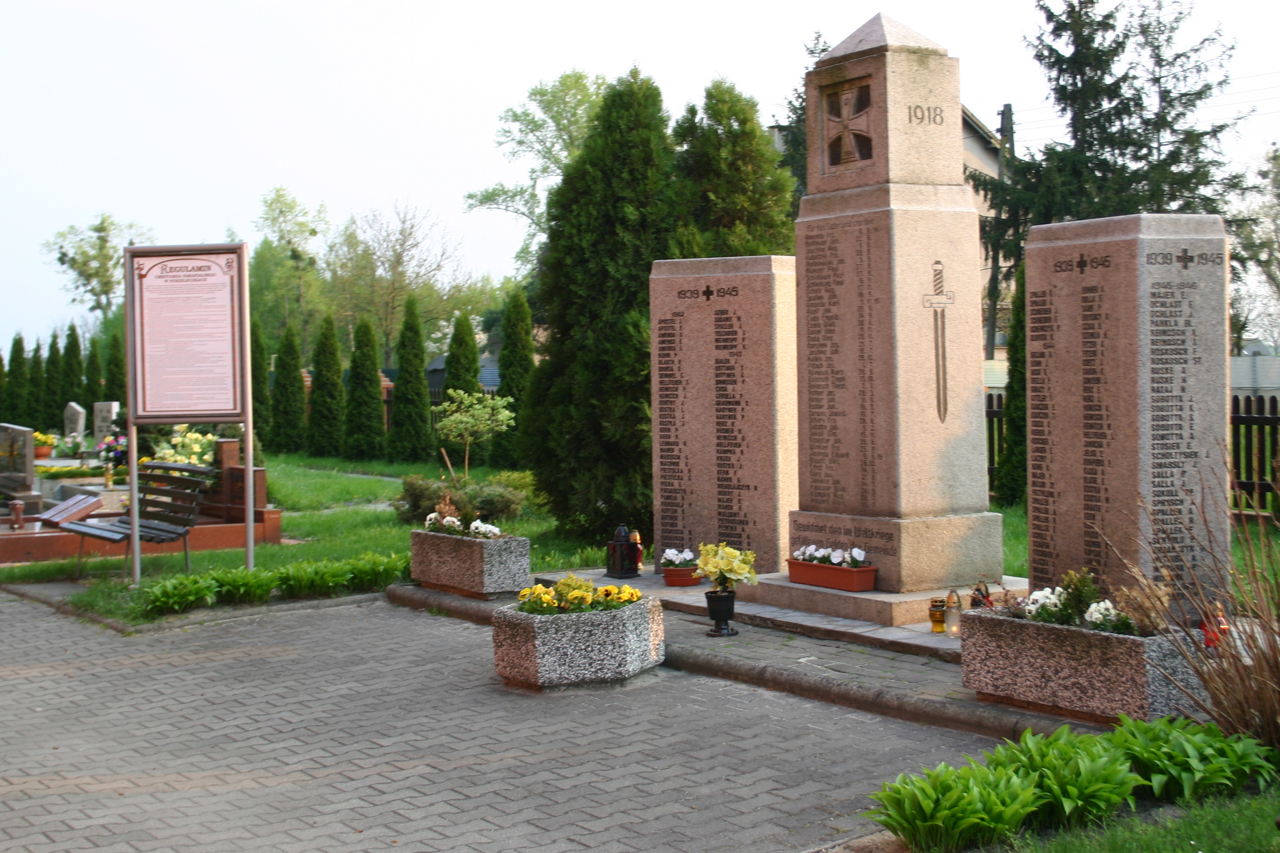
Pomnik upamiętniający mieszkańców Strzeleczek poległych w I i II wojnie światowej

W czasie II powstania śląskiego do Strzeleczek dowieziono koleją polskie oddziały powstańcze z głębi Śląska. W 1921 w zasięgu plebiscytu na Górnym Śląsku znalazła się tylko część powiatu prudnickiego. Strzeleczki znalazły się po stronie wschodniej, w obszarze objętym plebiscytem. Z Prudnika do Głogówka, a następnie do Strzeleczek, został przeniesiony Polski Komitet Plebiscytowy na powiat prudnicki, ponieważ jego lokal w Prudniku został zdemolowany. Na zebraniu 25 stycznia 1921 250 mieszkańców Strzeleczek wyraziło poparcie dla Teodora Obremby oraz Wojciecha Korfantego. W Strzeleczkach znajdowała się filia redakcji dziennika „Głogowianka”, wydawanego w okresie plebiscytu i przeznaczonego dla polskich mieszkańców powiatu prudnickiego. 17 lutego 1921 we wsi odbył się polski wiec manifestacyjny. We wsi uprawnionych do głosowania było 1627 mieszkańców (w tym 526 emigrantów). Za Polską głosowało 198 osób, za Niemcami 1381 osób. Jeden z najsilniejszych ośrodków polskiego życia narodowego w powiecie prudnickim.
Podczas III powstania śląskiego miejscowość pozostała poza zasięgiem bezpośrednich walk. We wsi zorganizowano ośrodek Polskiej Organizacji Wojskowej na powiat prudnicki, która prowadziła werbunek do powstańczych oddziałów. Mieszkańcy Strzeleczek służyli po stronie polskiej w 3. kompanii prudnickiej. W latach 20. XX wieku na cmentarzu w Strzeleczkach powstał pomnik upamiętniający 84 mieszkańców wsi, którzy zginęli podczas I wojny światowej. W Strzeleczkach znajdowała się polska biblioteka. We wsi utworzono lokalny oddział Prudnickiej Powiatowej Kasy Oszczędności. Liczba mieszkańców zaczęła spadać ze względu na emigrację w poszukiwaniu pracy w ośrodkach przemysłowych Górnego Śląska.

### II wojna światowa

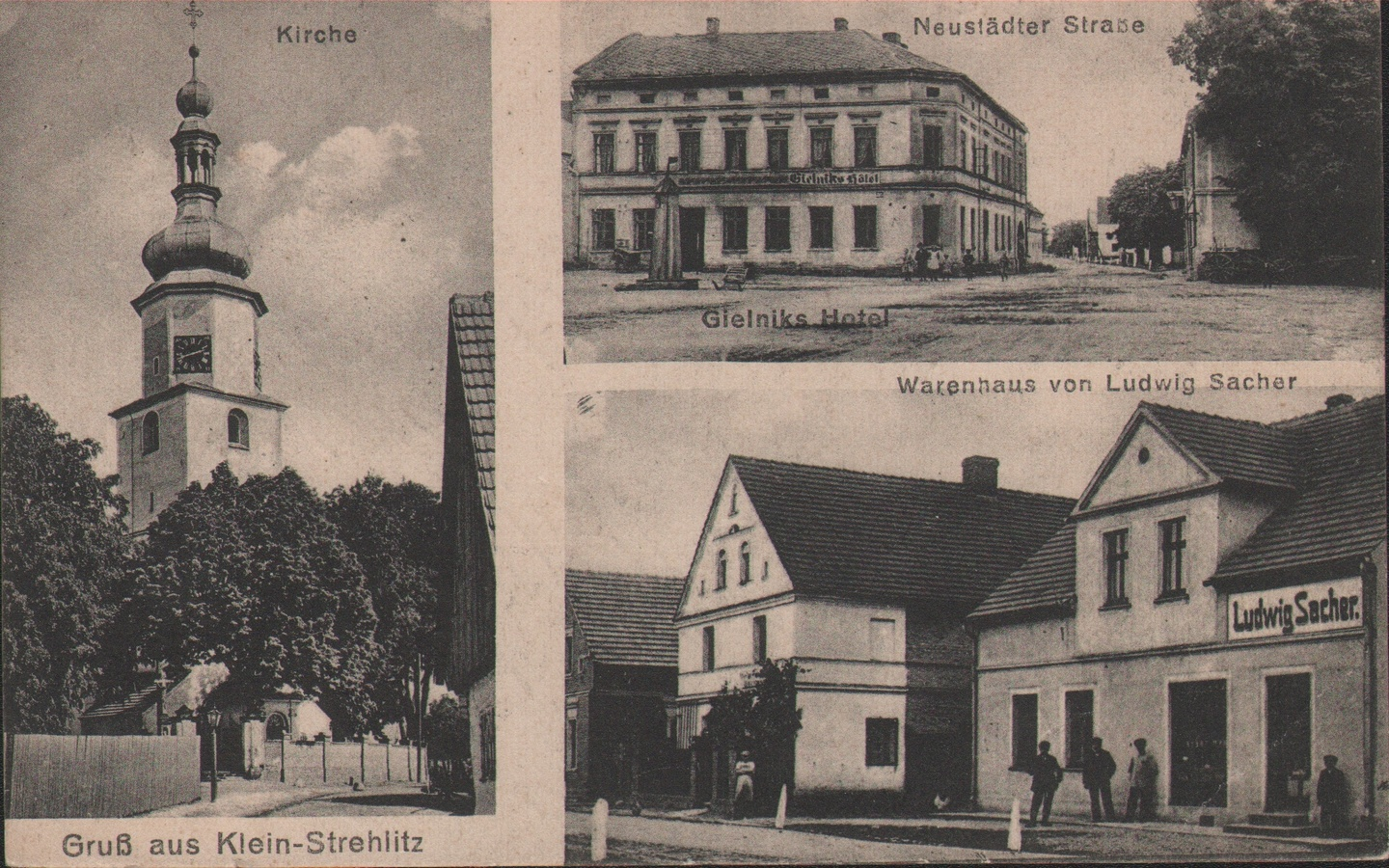
Pocztówka z lat 20. XX wieku: kościół św. Marcina, Rynek, ul. Prudnicka

Na frontach II wojny światowej zginęło 209 mieszkańców Strzeleczek. Tablice z ich nazwiskami postawiono przy pomniku upamiętniającym poległych w I wojnie światowej. Zlokalizowano tu dwa oddziały robocze dla jeńców brytyjskich i radzieckich, którzy pracowali w miejscowych gospodarstwach rolnych, a także obóz pracy dla Żydów. Według Głównej Komisji Badania Zbrodni Niemieckich w Polsce, podczas II wojny światowej w Strzeleczkach zamordowano 2 obywateli Polski. Wycofujący się żołnierze Wehrmachtu zabili we wsi polskich robotników rolnych, gdyż wyrażali oni radość ze zbliżającej się Armii Czerwonej.
W marcu 1945 Strzeleczki były jedną z miejscowości powiatu prudnickiego, które zostały przystosowane przez Niemców do obrony przed Armią Czerwoną. Na okolicznych polach uprawnych zbudowano umocnienia typu polowego. Armia Czerwona zajęła Strzeleczki w drodze na Prudnik 19 marca 1945 w ramach operacji górnośląskiej. W kierunku miejscowości nacierała 80 Dywizja Strzelecka Dimitrija Kuzmina z 43 Korpusu Strzeleckiego 59 Armii. Większość mieszkańców została ewakuowana lub uciekła przed nadejściem Armii Czerwonej. Zniszczenia w zabudowie spowodowane działaniami wojennymi nie były duże. W okresie walk o Prudnik w kwietniu i maju 1945 Rosjanie tymczasowo ewakuowali do Strzeleczek niemieckich i polskich mieszkańców Prudnika i okolicznych wsi.

### Polska Ludowa
Od marca do maja 1945 powiat prudnicki znajdował się pod kontrolą radzieckiej komendantury wojskowej. 11 maja 1945 polska administracja przejęła władzę cywilną w powiecie prudnickim. Mieszkańcom Strzeleczek, posługującym się dialektem śląskim bądź znającym język polski, pozwolono pozostać we wsi po otrzymaniu polskiego obywatelstwa. Część niemieckich rodzin wysiedlono w czerwcu 1946.
W latach 1945–1950 Strzeleczki należały do województwa śląskiego, a od 1950 do województwa opolskiego. W latach 1945–1954 wieś była siedzibą gminy Strzeleczki, a w latach 1954–1972 gromady Strzeleczki. Znajdował się w niej urząd pocztowy.
Do 1956 roku Strzeleczki należały do powiatu prudnickiego. W związku z reformą administracyjną w 1956 Strzeleczki zostały odłączone od powiatu prudnickiego i przyłączone do nowo utworzonego krapkowickiego.
9 lipca 1945 Inspektorat Szkolny w Prudniku uruchomił polską szkołę powszechną w Strzeleczkach, przekształconą w siedmioklasową szkołę podstawową w 1948. W 1946 we wsi utworzono jeden z trzech w powiecie prudnickim domów kultury, a także Kółko Łowieckie „Ryś”, zrzeszone w Polskim Związku Łowieckim w Prudniku. 13 października 1946 w Strzeleczkach powstała czwarta w powiecie prudnickim gminna Rada Narodowa. Jej przewodniczącym został J. Szczepanek. Prudnicka Powiatowa Spółdzielnia Rolniczo-Handlowa posiadała składnicę oraz sklep w Strzeleczkach. W połowie 1946 powstał tu gminny komitet Polskiej Partii Socjalistycznej, a w 1947 działalność rozpoczęło koło Stronnictwa Demokratycznego. W tymże roku powstała biblioteka gminna. W 1948 utworzono Nadleśnictwo Państwowe Strzeleczki. W 1949 we wsi znajdowały się między innymi: Gminna Biblioteka Publiczna, Gminna Spółdzielnia „Samopomoc Chłopska” prowadząca dwa sklepy spożywcze w Strzeleczkach, cegielnia parowa, młyn wodno-motorowy, krawiec, dwóch szewców. Przy ul. Prudnickiej 11 funkcjonował punkt sanitarny Polskiego Czerwonego Krzyża.
W 1950 dyrektorstwo szpitala w Prudniku utworzyło izbę porodową w Strzeleczkach. W 1953 na Rynku (w budynku, w którym współcześnie mieści się Urząd Miejski) uruchomiono Państwowy Zakład Przemysłu Dziewiarskiego, wchodzący w skład Prudnickich Zakładów Przemysłu Dziewiarskiego i Pończoszniczego w Białej Prudnickiej.

### III Rzeczpospolita
W 1993, w obliczu nadchodzącej reformy administracyjnej, radni gminy Strzeleczki opowiedzieli się za przynależnością do powiatu krapkowickiego, wskazując jednak, że gdyby nie utworzono takowego powiatu, Strzeleczki miałyby się znaleźć w powiecie prudnickim. Po wejściu w życie reformy w 1999, mieszkańcy Strzeleczek wyrazili na łamach wojewódzkiej prasy niezadowolenie z przynależności do powiatu krapkowickiego i chęć przejścia do prudnickiego.
W końcu 2022 roku miejscowe władze ogłosiły podjęcie starań w sprawie ponownego nadania Strzeleczkom statusu miasta, jako powody podając szansę na rozwój miejscowości, dostęp do funduszy związanych z rozwojem obszarów miejskich, rozwój infrastruktury i pozyskanie nowych inwestorów. Konsultacje społeczne i zwrócenie się do rządu zaplanowano na rok 2023. 27 lipca 2023 Rada Ministrów przyjęła rozporządzenie nadające Strzeleczkom status miasta z dniem 1 stycznia 2024.

### Przynależność państwowa i administracyjna
| Okres     |                                                                                | Państwo                           | Zwierzchnictwo                    | Jednostka administracyjna                                                |
| --------- | ------------------------------------------------------------------------------ | --------------------------------- | --------------------------------- | ------------------------------------------------------------------------ |
| 1327–1382 |                                                                                | Księstwo niemodlińskie            | Księstwo niemodlińskie            |                                                                          |
| 1382–1424 |                                                                                | Księstwo niemodlińsko-strzeleckie | Księstwo niemodlińsko-strzeleckie |                                                                          |
| 1424–1460 |                                                                                | Księstwo głogówecko-prudnickie    | Księstwo głogówecko-prudnickie    |                                                                          |
| 1460–1521 |                                                                                | Księstwo opolskie                 | Księstwo opolskie                 |                                                                          |
| 1521–1532 |                                                                                | Księstwo opolsko-raciborskie      | Księstwo opolsko-raciborskie      | księstwo opolskie                                                        |
| 1532–1742 | Monarchia Habsburgów                                                           | Monarchia Habsburgów              | Święte Cesarstwo Rzymskie         | księstwo opolsko-raciborskie, powiat sądowy głogówecki                   |
| 1742–1806 |                                                                                | Królestwo Prus                    | Święte Cesarstwo Rzymskie         | kamera wrocławska, departament wrocławski, powiat prudnicki              |
| 1806–1815 |                                                                                | Królestwo Prus                    | Królestwo Prus                    | kamera wrocławska, departament wrocławski, powiat prudnicki              |
| 1815–1871 | prowincja Śląsk, rejencja opolska, powiat prudnicki                            | Królestwo Prus                    | Królestwo Prus                    |                                                                          |
| 1871–1918 | Cesarstwo Niemieckie                                                           | Cesarstwo Niemieckie              | Cesarstwo Niemieckie              | Królestwo Prus, prowincja Śląsk, rejencja opolska, powiat prudnicki      |
| 1918–1919 |                                                                                | Republika Weimarska               | Republika Weimarska               | Wolne Państwo Prusy, prowincja Śląsk, rejencja opolska, powiat prudnicki |
| 1919–1933 | Wolne Państwo Prusy, prowincja Górny Śląsk, rejencja opolska, powiat prudnicki | Republika Weimarska               | Republika Weimarska               |                                                                          |
| 1933–1938 | Wolne Państwo Prusy, prowincja Górny Śląsk, rejencja opolska, powiat prudnicki | III Rzesza                        | III Rzesza                        | III Rzesza                                                               |
| 1938–1941 | Wolne Państwo Prusy, prowincja Śląsk, rejencja opolska, powiat prudnicki       | III Rzesza                        | III Rzesza                        | III Rzesza                                                               |
| 1941–1945 | Wolne Państwo Prusy, prowincja Górny Śląsk, rejencja opolska, powiat prudnicki | III Rzesza                        | III Rzesza                        | III Rzesza                                                               |
| 1945–1946 |                                                                                | Rzeczpospolita Polska             | Rzeczpospolita Polska             | Okręg I (Śląsk Opolski)                                                  |
| 1946–1950 | województwo śląskie, powiat prudnicki, gmina Strzeleczki                       | Rzeczpospolita Polska             | Rzeczpospolita Polska             |                                                                          |
| 1950–1952 | województwo opolskie, powiat prudnicki, gmina Strzeleczki                      | Rzeczpospolita Polska             | Rzeczpospolita Polska             |                                                                          |
| 1952–1954 | województwo opolskie, powiat prudnicki, gmina Strzeleczki                      |                                   | Polska Rzeczpospolita Ludowa      | Polska Rzeczpospolita Ludowa                                             |
| 1954–1956 | województwo opolskie, powiat prudnicki, gromada Strzeleczki                    |                                   | Polska Rzeczpospolita Ludowa      | Polska Rzeczpospolita Ludowa                                             |
| 1956–1973 | województwo opolskie, powiat krapkowicki, gromada Strzeleczki                  |                                   | Polska Rzeczpospolita Ludowa      | Polska Rzeczpospolita Ludowa                                             |
| 1973–1975 | województwo opolskie, powiat krapkowicki, gmina Strzeleczki                    |                                   | Polska Rzeczpospolita Ludowa      | Polska Rzeczpospolita Ludowa                                             |
| 1975–1989 | województwo opolskie, gmina Strzeleczki                                        |                                   | Polska Rzeczpospolita Ludowa      | Polska Rzeczpospolita Ludowa                                             |
| 1989–1998 | województwo opolskie, gmina Strzeleczki                                        | Polska                            | Rzeczpospolita Polska             | Rzeczpospolita Polska                                                    |
| od 1999   | województwo opolskie, powiat krapkowicki, gmina Strzeleczki                    | Polska                            | Rzeczpospolita Polska             | Rzeczpospolita Polska                                                    |

## Mieszkańcy

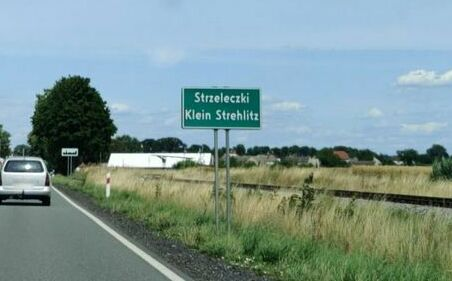
Tablica z podwójną nazwą przed wjazdem do Strzeleczek od strony Prudnika

Miejscowość zamieszkiwana jest przez mniejszość niemiecką oraz Ślązaków. Mieszkańcy miasta posługują się gwarą prudnicką, będącą odmianą dialektu śląskiego. Należą do podgrupy gwarowej nazywanej Mietlołrzy. Mieszkańców Strzeleczek w lokalnej tradycji nazywa się Husytami (śl. Huzity), co ma nawiązywać do czasu wojen husyckich, kiedy książę głogówecko-prudnicki Bolko V opowiedział się po stronie czeskich reformatorów.

### Liczba mieszkańców miasta
- 1828 – 880[34]
- 1843 – 1255[34]
- 1855 – 1344[103]
- 1861 – 1389[103]
- 1871 – 1516[104]
- 1883 – 1414[103]
- 1885 – 1428[105]
- 1890 – 1428[34]
- 1894 – 2036[48]
- 1905 – 1881[106]
- 1910 – 1801[51]
- 1925 – 1950[53]
- 1933 – 1859[107]
- 1937 – 2000[48]
- 1939 – 1874[107]
- 1940 – 1875[108]
- 1950 – 1790[109]
- 1960 – 1743[109]
- 1966 – 1844[110]
- 1970 – 1927[48]
- 1978 – 1948[109]
- 1985 – 1971[109]
- 1998 – 1808[111]
- 2002 – 1667[111]
- 2009 – 1603[111]
- 2010 – 1605[112]
- 2011 – 1628[111]

## Zabytki

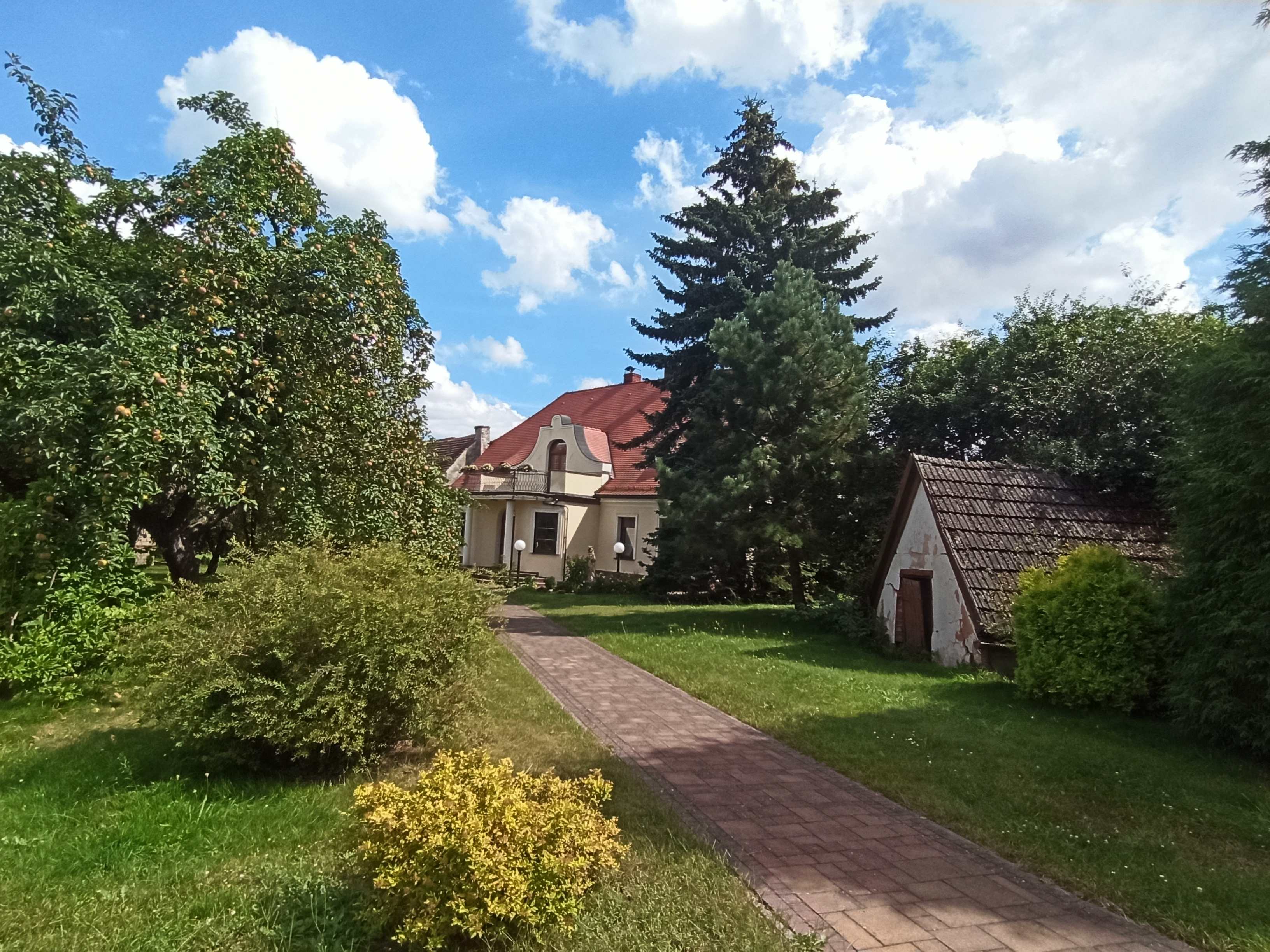
Plebania

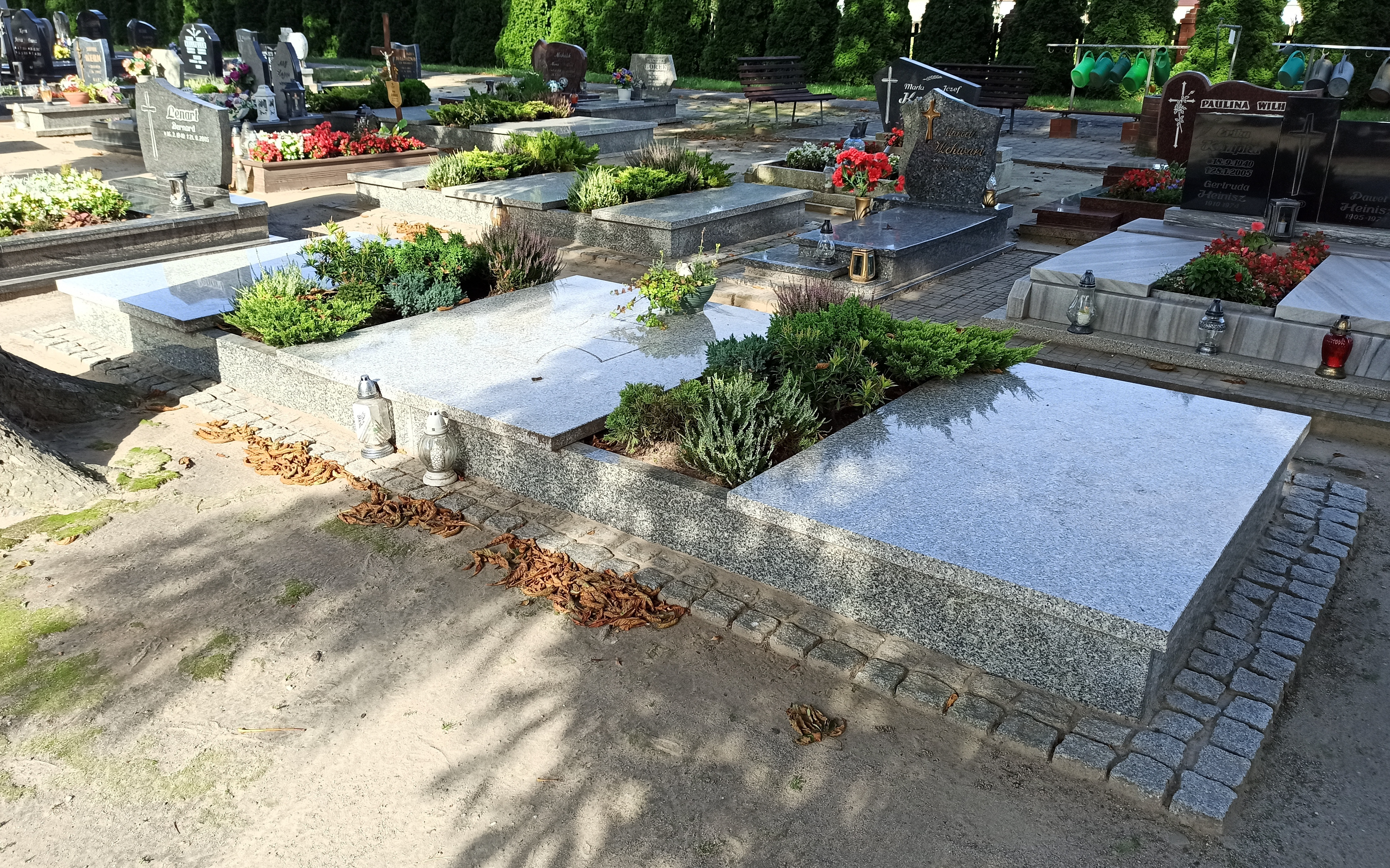
Mogiły zbiorowe żołnierzy

Do wojewódzkiego rejestru zabytków wpisane są:
- kościół par. pw. św. Marcina, z poł. XVIII w.
- plebania, z poł. XIX w.
- mogiły zbiorowe żołnierzy z II wojny światowej, na cmentarzu parafialnym.

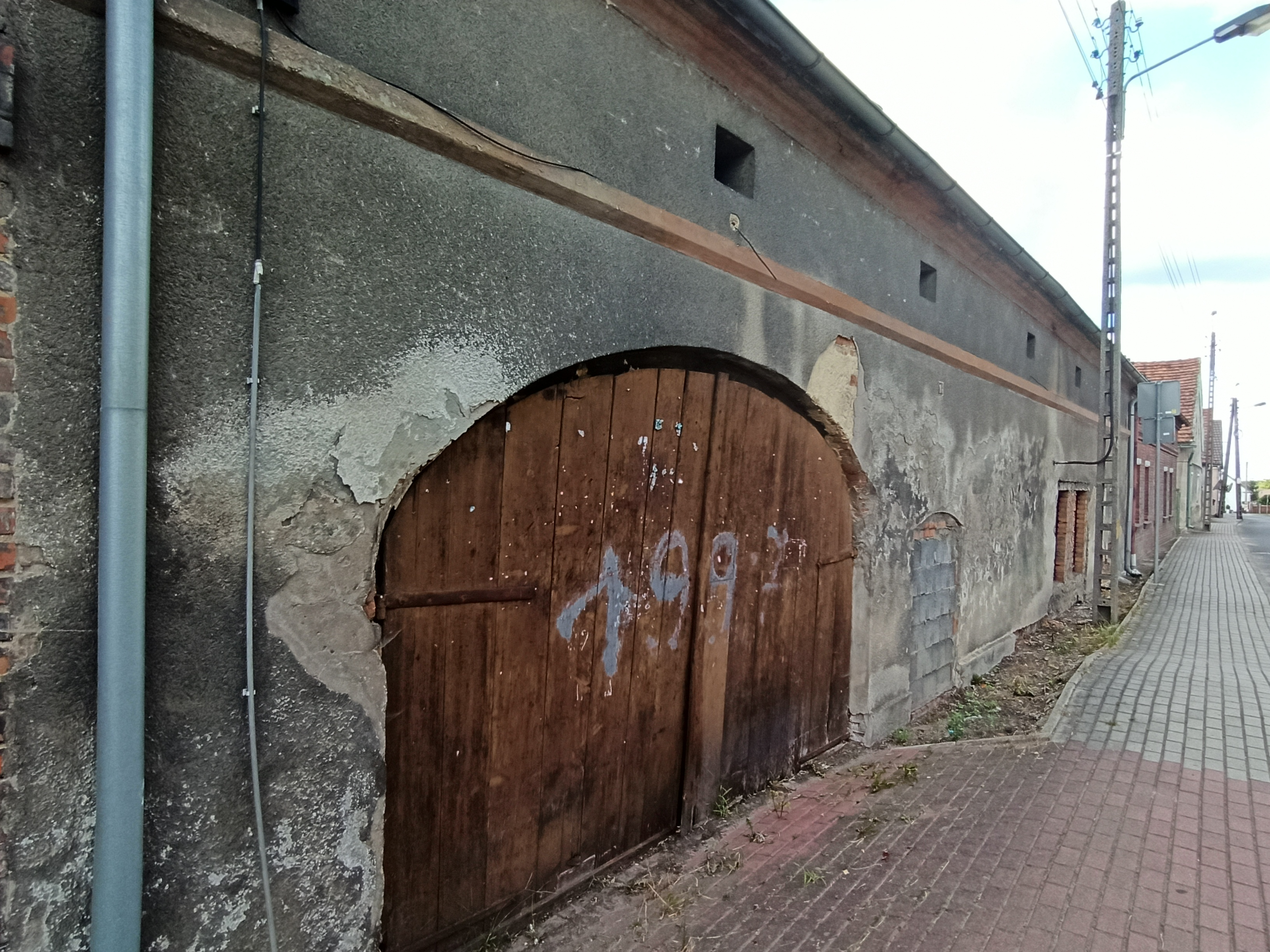
Sklep-magazyn, ul. Sienkiewicza 16

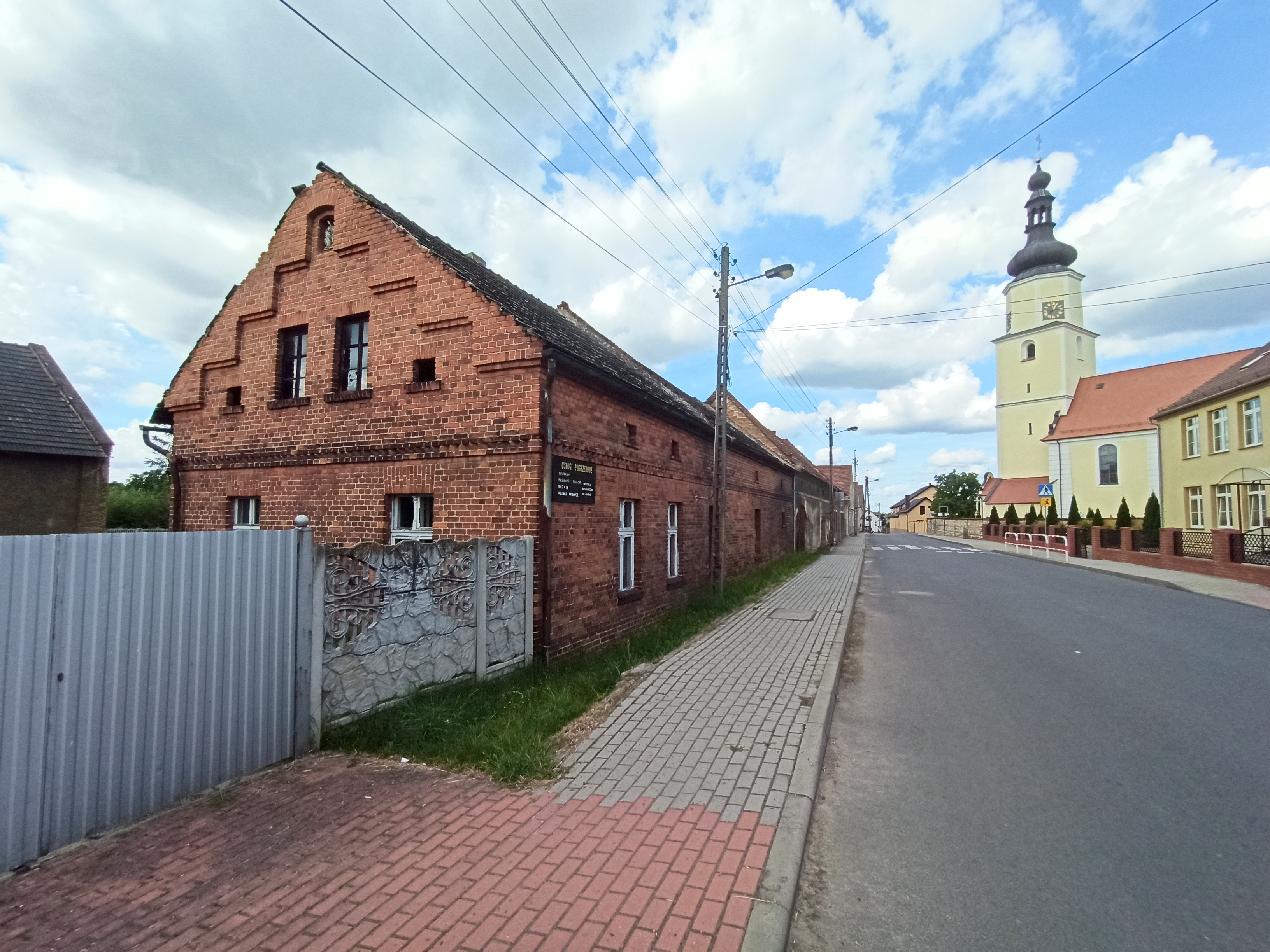
Dom, ul. Sienkiewicza 18

Zgodnie z gminną ewidencją zabytków w Strzeleczkach chronione są ponadto:
- układ ruralistyczny wsi
- cmentarz
- budynek gospodarczy, obecnie dom parafialny przy plebanii
- kościół Podwyższenia Krzyża Świętego
- kapliczki: 1. w polu, przy drodze do Kujaw, 2. przy szosie do Dobrej, 3. przy ul. Prudnickiej 6, 4. przy ul. Sobieskiego, 5. przy polnej drodze do Pisarzowic
- stacja kolejowa, ul. Dworcowa 20
- dom, obecnie przedszkole, ul. Dworcowa 3
- dom nauczyciela, obecnie dom, ul. Dworcowa 6
- domy przy ul. Dworcowej: 8, 12
- domy przy ul. Kościelnej: 6, 10, 16
- dom, ul. Leśna 13
- dom (leśniczówka), ul. Leśna 15
- domy przy ul. Łąkowej: 6, 18
- domy przy ul. Mickiewicza: 2, 3
- domy przy ul. Młyńskiej: 9, 10-10a, 14, 16, 21, 30, 32, 34
- budynki mieszkalne przy ul. Młyńskiej: 12, 17, 19
- młyn, ul. Młyńska 31
- spichlerz w zespole młyńskim, ul. Młyńska 31
- domy przy ul. Niemodlińskiej: 25, 45, 55
- domy przy ul. Ogrodowej: 2, 19
- warsztat przy domu, ul. Ogrodowa 19
- budynki mieszkalne przy ul. Opolskiej: 2, 9, 13, 19
- domy przy ul. Opolskiej: 25, 40
- dawna gospoda, ul. Opolska 36
- dom, ul. Polna 4
- domy przy ul. Prudnickiej: 5, 6, 10, 14, 15, 17, 18a, 22, 22a, 27, 28, 33, 38, 38a, 54
- dom/piekarnia, ul. Prudnicka 12a
- sklep i dom mieszkalny, ul. Prudnicka 24
- wycug, obecnie garaż, ul. Prudnicka 29
- domy przy Rynku: 3, 5, 6, 8, 12
- Urząd Miejski (dawniej dom), Rynek 4a
- Dom Kultury (dawniej gospoda), Rynek 4b
- bank i mieszkania (dawniej dom): Rynek 7, 19
- restauracja (dawniej gospoda), Rynek 20
- szkoła, ul. Sienkiewicza 3
- domy przy ul. Sienkiewicza: 4, 12, 14, 18, 20
- sklep-magazyn, ul. Sienkiewicza 16
- domy przy ul. Słowackiego: 16, 18, 26, 47, 17, 41
- ruina wiatraka, ul. Sobieskiego 55
- domy przy ul. Sobieskiego: 59, 63
- domy przy ul. Wodnej: 1, 3, 11
- zabudowania gospodarcze przy domu ul. Wodna 9

## Gospodarka
Państwowy Zakład Przemysłu Dziewiarskiego, podlegający pod Prudnickie Zakłady Przemysłu Dziewiarskiego i Pończoszniczego w Białej Prudnickiej, zakończył działalność w połowie lat 80. XX wieku. W 1953 pracowało w nim 171 osób, a w 1972 – 370. Produkcję w cegielni w Strzeleczkach zakończono w 1991. W Strzeleczkach siedzibę ma firma Usługi Remontowo-Budowlane Marcin Walner, zrzeszona w Cechu Rzemieślników i Przedsiębiorców w Prudniku.
W mieście znajdują się m.in. placówki handlowe sieci: Dino Polska, Lewiatan, Odido. Utworzono oddział Banku Spółdzielczego w Gogolinie.
Strzeleczki wraz z całą gminą podlegają pod inspektorat ZUS w Prudniku.

## Transport

### Transport drogowy

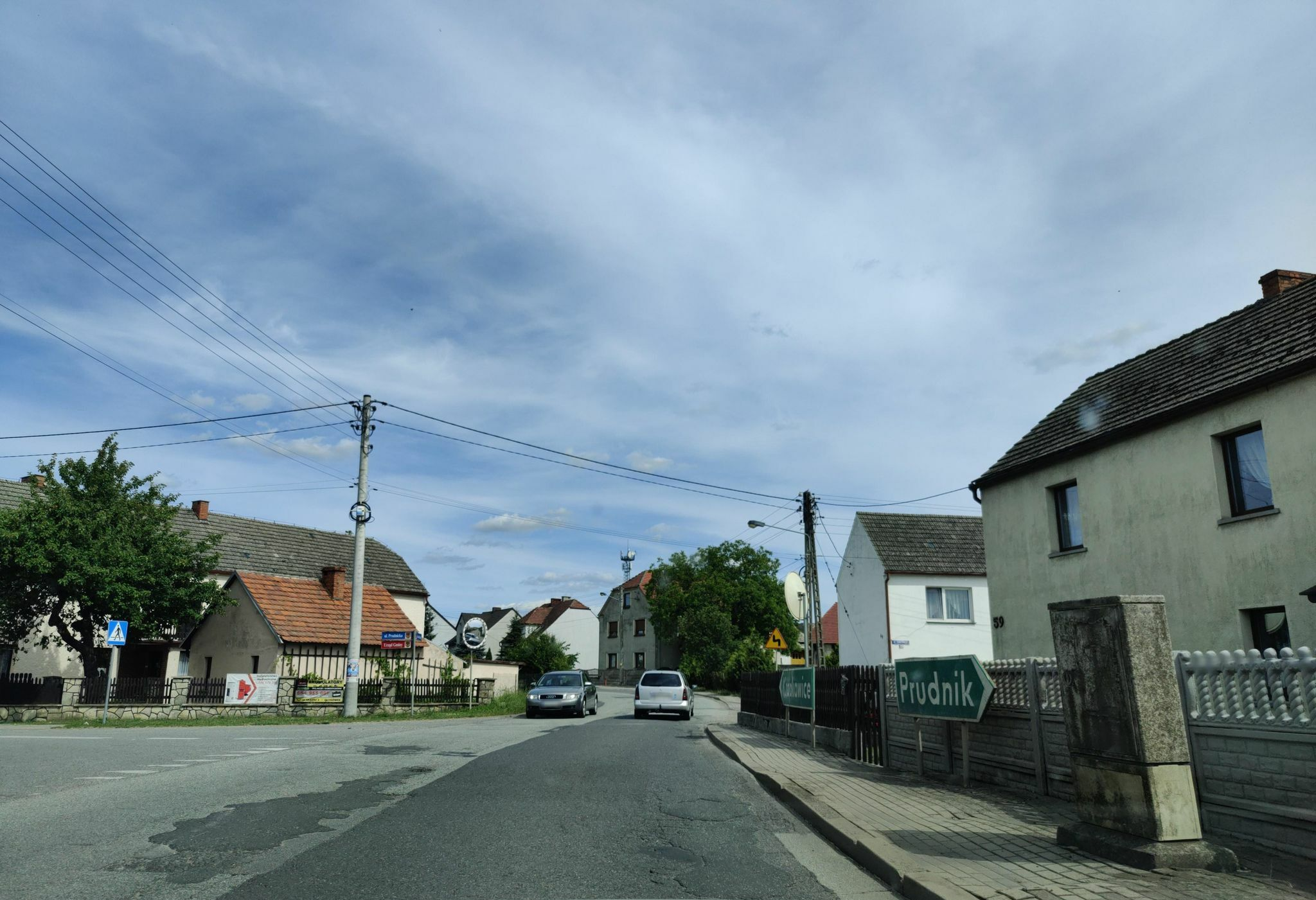
DW409 w Strzeleczkach

Miasto posiada korzystne położenie blisko większych ośrodków miejskich, takich jak Prudnik (30 km) i Opole (36 km). W pobliżu znajdują się również miasta Biała (18 km) i Krapkowice (10 km).
Przez Strzeleczki przebiega droga wojewódzka
- 409 Dębina – Strzelce Opolskie

### Transport kolejowy

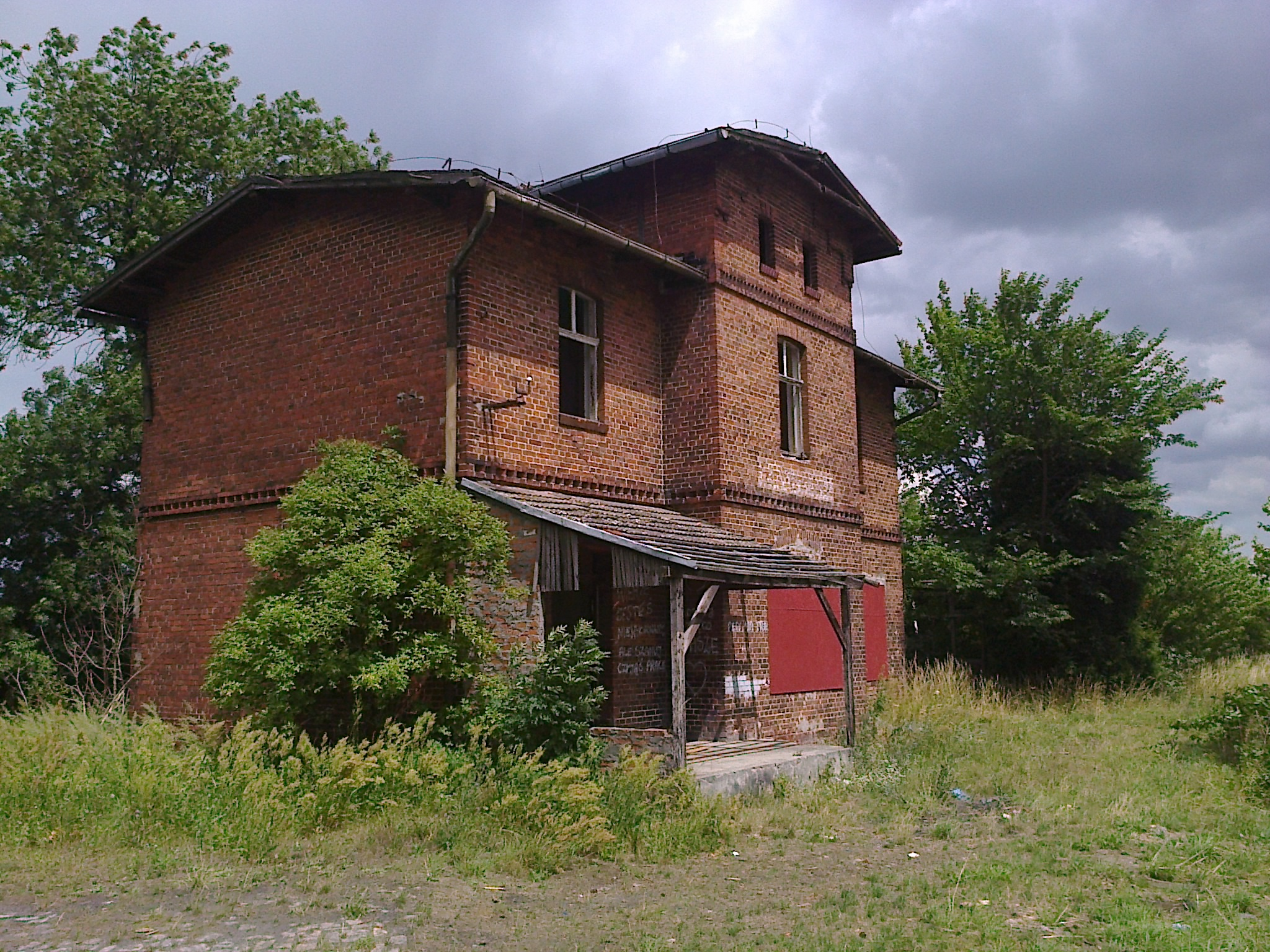
Przystanek kolejowy w Strzeleczkach

Nieczynny przystanek kolejowy w Strzeleczkach znajduje się przy ul. Dworcowej. Najbliższe czynne stacje kolejowe znajdują się w Prudniku i Gogolinie.
Lokalni przedsiębiorcy i właściciele majątków ziemskich zawiązali w 1895 spółkę Kolej Prudnicko-Gogolińska z siedzibą w Prudniku, której celem stała się budowa linii lokalnej z Prudnika do Gogolina. Linia kolejowa nr 306 relacji Prudnik – Goglin została oddana do użytku w 1896. Powódź w 1997 zniszczyła most na Odrze w Krapkowicach, uniemożliwiając dojazd do Gogolina. W 2005 ruch na linii 306 został zawieszony. Zmodernizowana do celów towarowych linia relacji Prudnik – Krapkowice została oddana do użytku w 2016. Na bocznicy między składem militarnym w lesie koło Strzeleczek a Prudnikiem odbywa się wojskowy ruch transportowy.

### Transport autobusowy
Strzeleczki posiadają połączenia autobusowe z Opolem, Prudnikiem, Krapkowicami, Moszną, Smolarnią. We wsi znajduje się pięć przystanków autobusowych – I, II, Szkoła, Wieś i Zbychowice.
Transport autobusowy w Strzeleczkach obsługiwany był przez PKS Prudnik. W 2004 prudnicki PKS został sprywatyzowany z udziałem Connex Polska. W 2008, w wyniku połączenia spółek PKS Connex Prudnik i PKS Connex Kędzierzyn-Koźle, utworzona została spółka Veolia Transport Opolszczyzna, w 2013 przejęta przez Arriva Bus Transport Polska. W 2019 Arriva wycofała się z Prudnika. Wówczas organizacją przewozów pasażerskich w Strzeleczkach i okolicy zajęły się ościenne PKS-y. W grudniu 2021 powołano Powiatowo-Gminny Związek Transportu „Pogranicze”, mający na celu poprawę jakości transportu.

## Oświata
Na terenie Strzeleczek działa przedszkole i szkoła podstawowa.
- Publiczne Przedszkole z Oddziałem Integracyjnym, ul. Dworcowa 3[133]
- Szkoła Podstawowa, ul. Sienkiewicza 3[134]

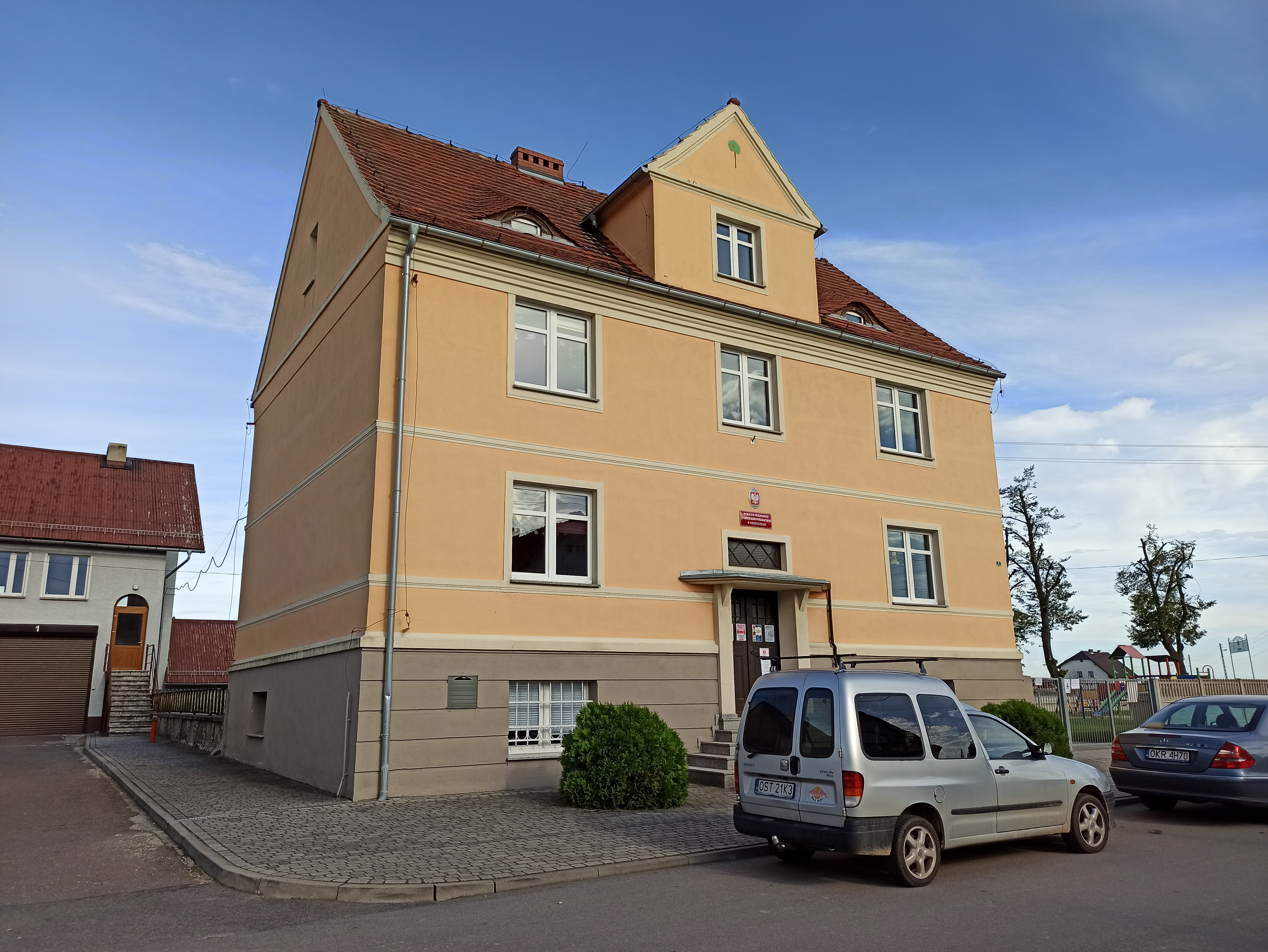
Przedszkole
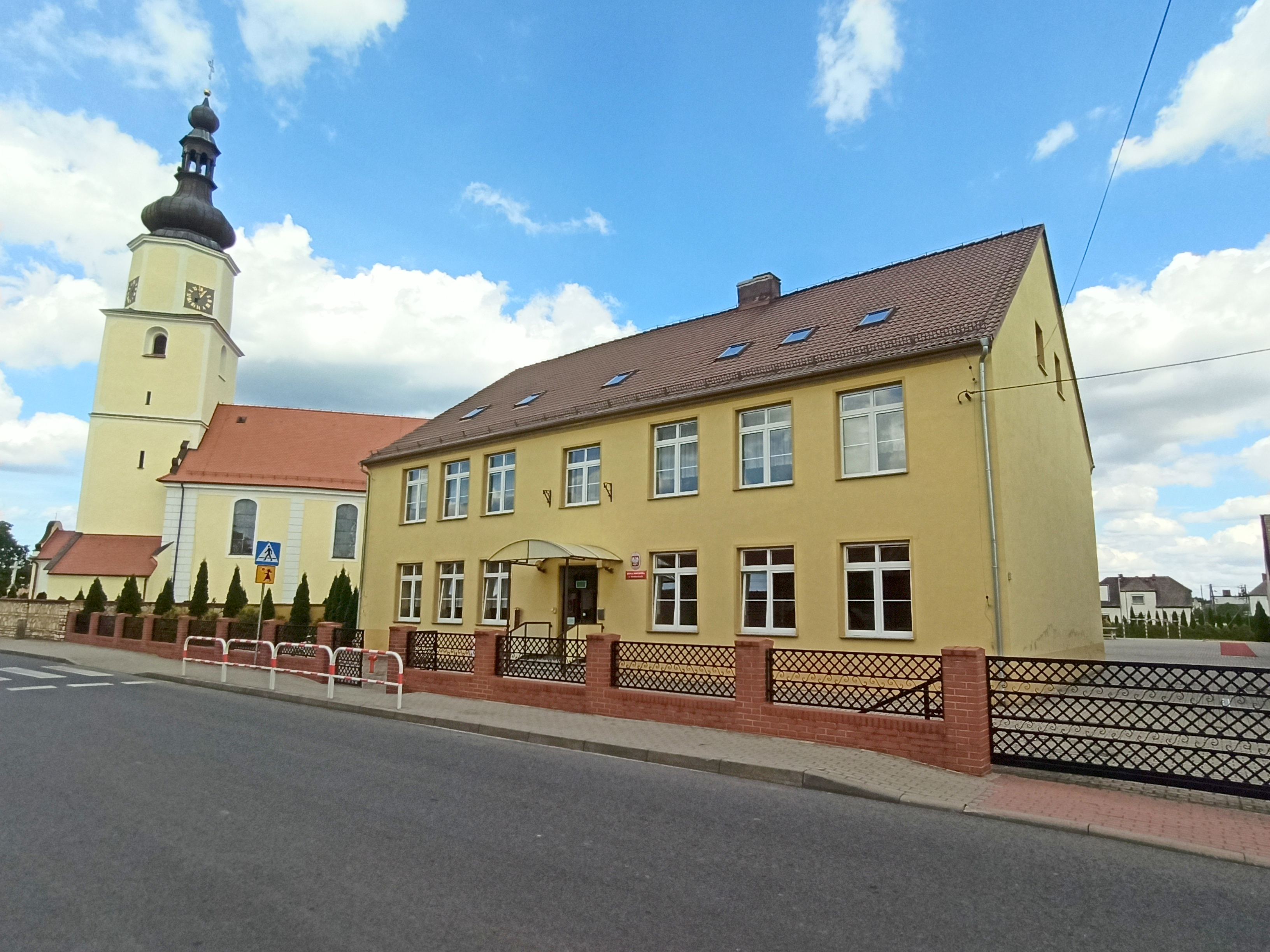
Szkoła Podstawowa

## Media lokalne

### Prasa
- Tygodnik Prudnicki
- Nowa Trybuna Opolska
- Tygodnik Krapkowicki

### Radio
- Radio Opole
- Radio Park

### Portale
- Teraz Prudnik[135] (do 2017 Tygodnik Prudnicki[136])
- tygodnik-krapkowicki.pl[137]

## Religia
W Strzeleczkach znajdują się dwa kościoły katolickie: kościół św. Marcina – siedziba parafii św. Marcina (dekanat Krapkowice), a także filialny kościół Podwyższenia Krzyża Świętego na cmentarzu.

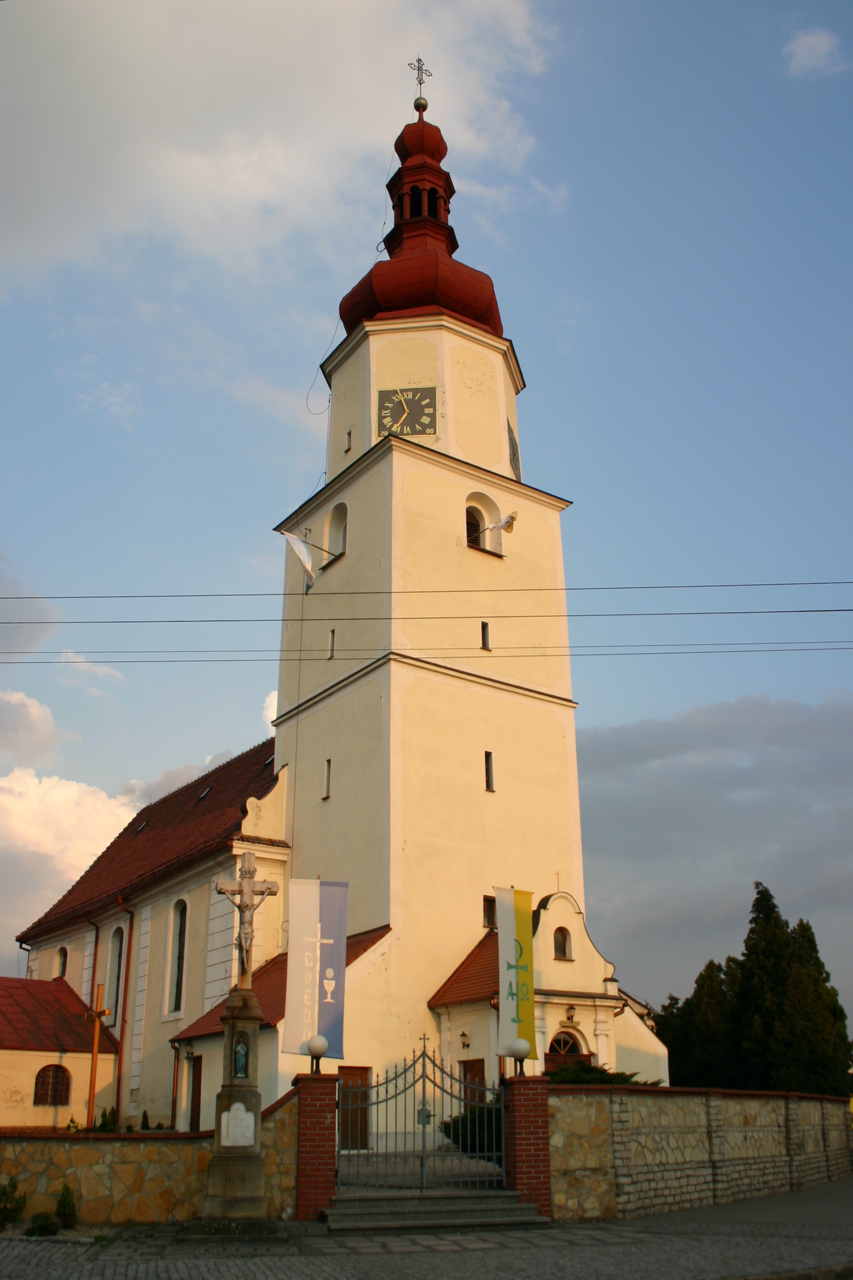
Kościół św. Marcina
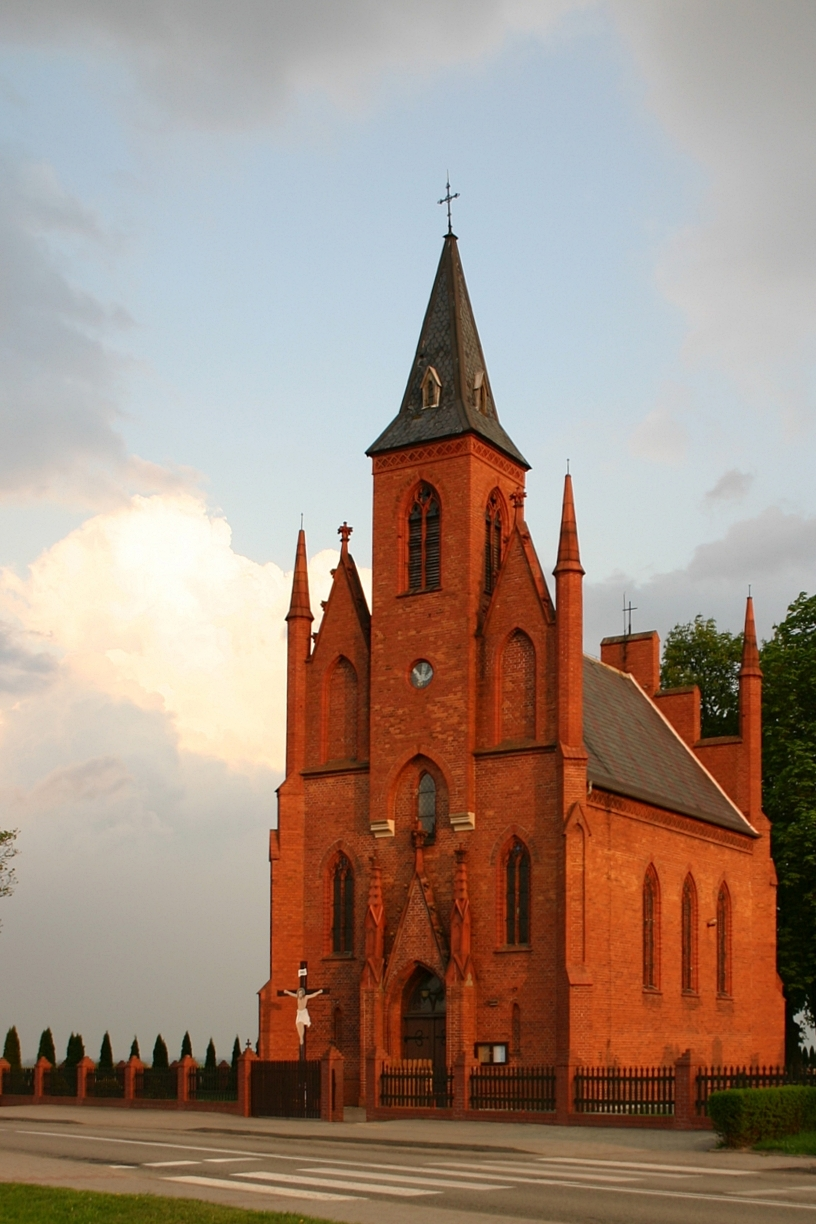
Kościół Podwyższenia Krzyża Świętego

## Sport

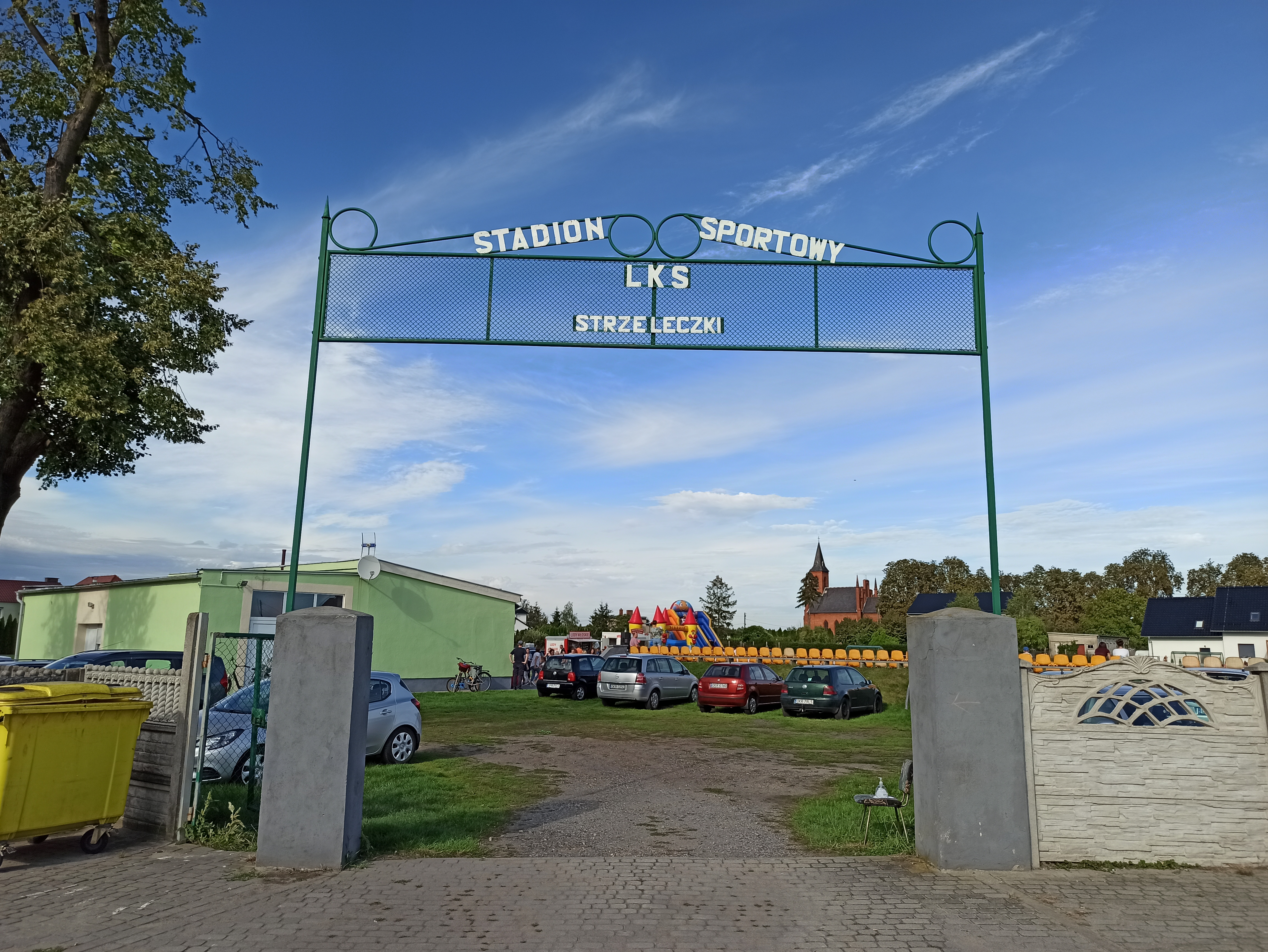
Stadion sportowy LKS Strzeleczki

W miejscowości działa klub piłkarski LKS Strzeleczki. Ludowy Zespół Sportowy w Strzeleczkach został zorganizowany w 1950 jako jeden z pierwszych w powiecie prudnickim. W przeszłości klub posiadał sekcje lekkoatletyczną i tenisa stołowego.
We wrześniu 2010 w Strzeleczkach w ramach programu Orlik 2012 otwarty został zespół boisk sportowych do gry w piłkę nożną, siatkówkę, koszykówkę, tenisa ziemnego.

## Polityka
Miasto jest siedzibą gminy miejsko-wiejskiej. Organem wykonawczym jest burmistrz. W wyborach samorządowych w 2018 na urząd został wybrany Marek Pietruszka (do 2024 wójt). Siedzibą władz jest Urząd Miejski przy Rynku 4.

### Rada Miejska
Liczba radnych poszczególnych ugrupowań w Radzie Miejskiej w latach 2002–2028 (do 2024 Rada Gminy):
| Lp. | Ugrupowanie                                          | Kadencja  | Kadencja  | Kadencja  | Kadencja  | Kadencja  | Kadencja  |
| Lp. | Ugrupowanie                                          | 2002–2006 | 2006–2010 | 2010–2014 | 2014–2018 | 2018–2024 | 2024–2029 |
| --- | ---------------------------------------------------- | --------- | --------- | --------- | --------- | --------- | --------- |
| 1   | KWW Huberta Kurpiela Klub Niezależnych Wyborców      | 2         | –         | –         | –         | –         | –         |
| 2   | KWW Marka Kalińskiego                                | 1         | –         | –         | –         | –         | –         |
| 3   | KWW Marka Pietruszki                                 | –         | –         | –         | 2         | –         | 9         |
| 4   | KWW Wyborców Wsi Kujawy                              | –         | 3         | –         | –         | –         | –         |
| 5   | KWW Wyborców Wsi Racławiczki                         | 2         | –         | –         | –         | –         | –         |
| 6   | Mniejszość Niemiecka                                 | 9         | 12        | 7         | 8         | 6         | –         |
| 7   | Nasza Wieś                                           | –         | –         | 3         | 2         | –         | –         |
| 8   | Niezależny                                           | –         | –         | –         | –         | 9         | –         |
| 9   | Partnerstwo                                          | –         | –         | –         | –         | –         | 6         |
| 10  | Razem Dla Obywateli                                  | –         | –         | –         | 3         | –         | –         |
| 11  | Razem Ku Zmianom                                     | –         | –         | 5         | –         | –         | –         |
| 12  | Społeczny Komitet Wyborczy Okręgu nr 5 w Łowkowicach | 1         | –         | –         | –         | –         | –         |

## Współpraca międzynarodowa
| Miasto         | Kraj    | Data podpisania umowy |
| -------------- | ------- | --------------------- |
| Bitburger Land | Niemcy  | 2 czerwca 2000        |
| Dvorce         | Czechy  | 27 grudnia 2016       |
| Bukaczowce     | Ukraina | 27 listopada 2017     |

## Turystyka

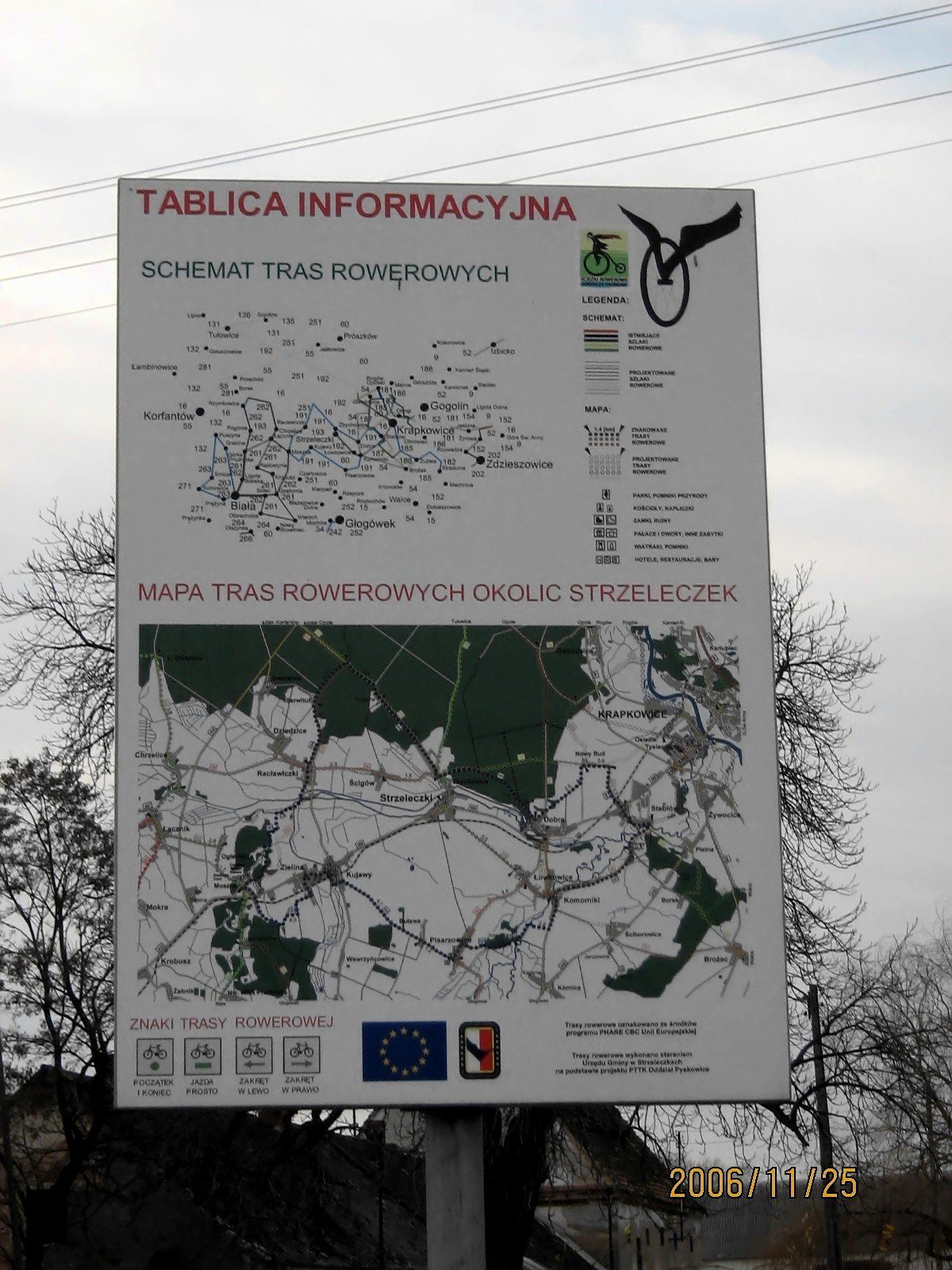
Mapa tras rowerowych okolic Strzeleczek

Oddział PTTK „Sudetów Wschodnich” w Prudniku ustanowił turystyczną Odznakę Krajoznawczą Ziemi Prudnickiej, którą zdobywa się poprzez zwiedzenie odpowiedniej liczby obiektów w miejscowościach położonych na ziemi prudnickiej, w tym w Strzeleczkach.
12 lipca 2010, w ramach organizowanego w Prudniku VI Europejskiego Tygodnia Turystyki Rowerowej, w którym wzięli udział rowerzyści z całej Europy, przez Strzeleczki prowadziła trasa „Szlakiem Pielgrzyma”.

### Szlaki rowerowe
Przez Strzeleczki prowadzi szlak rowerowy:
- Trasa rowerowa PTTK nr 192-z: Komorniki – Łowkowice – Strzeleczki – Zbychowice

## Bezpieczeństwo

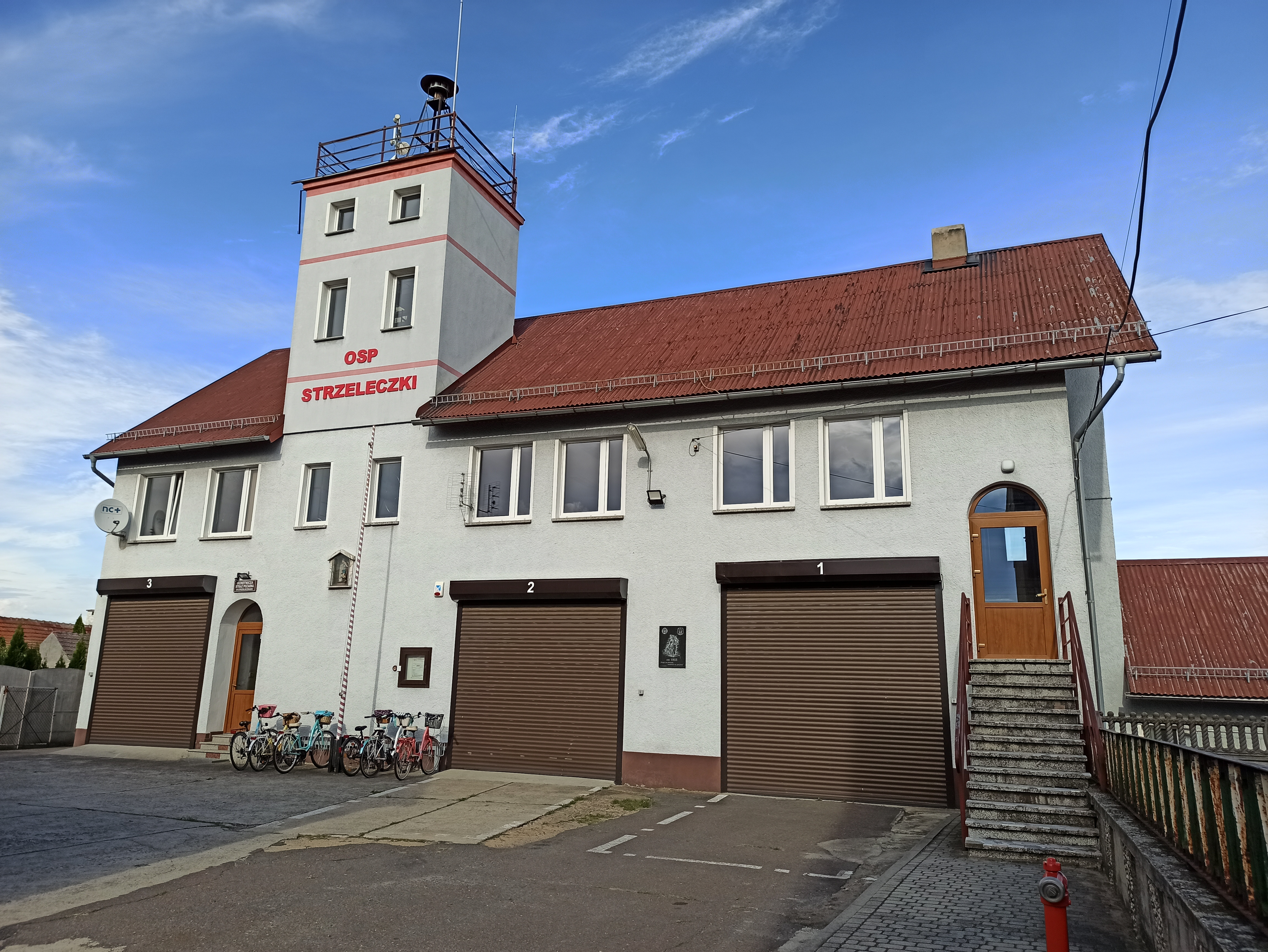
Remiza OSP Strzeleczki

W zakresie ochrony przeciwpożarowej oraz innych miejscowych zagrożeń w Strzeleczkach działa jednostka Ochotniczej Straży Pożarnej, zrzeszona w Związku Ochotniczych Straży Pożarnych RP w Strzeleczkach i włączona w krajowy system ratowniczo-gaśniczy. Jednostka OSP została założona w 1925. Do 1998 bezpieczeństwo pożarowe w Strzeleczkach było nadzorowane przez Komendę Rejonową PSP w Prudniku.
Miejscowość jest pod opieką dzielnicowego rejonu służbowego nr 8 Komendy Powiatowej Policji w Krapkowicach.
Teren miasta, jak i całej gminy Strzeleczki, położony jest w strefie nadgranicznej w związku z czym Straż Graniczna dysponuje, na tym obszarze, specjalnymi kompetencjami w zakresie bezpieczeństwa. Gminę Strzeleczki obejmuje zasięgiem służbowym placówka Straży Granicznej w Opolu ze Śląskiego Oddziału SG.